# Quốc kỳ Bénin

Quốc kỳ Bénin

Quốc kỳ Bénin (tiếng Pháp: Drapeau du Bénin) gồm ba dải ngang màu vàng, đỏ,  theo thứ tự từ trên xuống dưới. Mé cán cờ có một hình  chữ nhật cân màu lục.